# كريس بويلز
كريس بويلز (بالإنجليزية: Chris Boyles)‏ هو منافس ألعاب قوى أمريكي، ولد في 2 مايو 1980.

## وصلات خارجية
- كريس بويلز على موقع الاتحاد الدولي لألعاب القوى (الإنجليزية)